# USS Hunt (DD-194)
Za druga plovila z istim imenom glejte USS Hunt.
USS Hunt (DD-194) je bil rušilec razreda Clemson v sestavi Vojne mornarice Združenih držav Amerike.
Rušilec je bil poimenovan po ameriškemu politiku Williamu Henryju Huntu.

## Zgodovina
Rušilec je bil leta 1930 predan Obalni straži ZDA, kjer so jo preimenovali v USCGD Hunt (CG-18), nato pa je bila vrnjena Vojni mornarici ZDA že leta 1934. Med drugo svetovno vojno je bila nato leta 1940 predana Kraljevi vojni mornarici, kjer so jo poimenovali kot HMS Broadway (H90).